# Suchona
Suchona (ros. Сухона) – rzeka na północy europejskiej części Rosji na wschód od Jeziora Ładoga uważana za górny bieg Dwiny, którą tworzy po połączeniu z rzeką Jug.
Nazwa tej rzeki, podobnie jak rzeki Iżmy, pochodzi od nieznanego ludu, który zamieszkiwał północną Rosję i Syberię zanim pojawiły się tam ludy słowiańskie i ugrofińskie. Charakterystyczne dla pozostałej po nim najstarszej warstwy nazewniczej, dotyczącej rzek, są nazwy zakończone na -na, -ma, -ga, -enga i -ksa. 
Rzeka wypływa z Jeziora Kubieńskiego. Wiosną, przy wysokich stanach wód w Wołogdzie i Leży, występuje zasilanie zwrotne Jeziora Kubieńskiego. Suchona jest spławna i żeglowna, a poprzez Szeksnę połączona jest z Wołgą. Do Dwiny uchodzi w mieście Wielki Ustiug.
Główne dopływy:
- lewe: Dwinica, Cariewa, Pielszma, Uftiuga, Wierchniaja Jerga, Niżniaja Jerga;
- prawe: Wołogda, Leża, Woja, Tołszma, Pieczenga, Staraja Tot'ma, Gorodiszna, Strielna.

Ważniejsze miejscowości nad Suchoną: Sokoł, Szujskoje, Motyri, Kożuchowo, Turowiec, Ustje, Tot'ma, Miedwiediewo, Michajłowka, Koczenga, Siergijewskaja, Niuksienica, Bobrowskoje, Bolszoje Wostroje, Połdarsa, Łodiejka, Nowator, Wielki Ustiug.